# 谷田部透湖
谷田部透湖（日语：／ Yatabe Tōko，1991年4月24日—）是一名日本動畫師、角色设计师。她出生栃木縣，代表作品有《龍的牙醫》、《鬼太郎》，以及《福音戰士新劇場版：終》（助理导演）等。

## 人物略历
据谷田部透湖透露，她从年幼的时候起就喜欢画画，在初中三年级的时候开始意识到自己想要从事与漫画和动画相关的工作。
2010年，谷田部透湖考入武藏野美术大学影像学科，开始以手绘动画为中心进行影像制作。大学的毕业设计为《木叶化石之夏》，在毕业作品展中获得优秀奖，在东宝电影院学生电影节的短篇动画部门获得准大奖。毕业后，谷田部透湖加入了动漫制作公司Khara，并在该公司负责动画检查工作的村田康人手下学习的同时，作为原动画师开展工作。
2017年，在参与《龙的牙医》的分镜脚本和演出工作时，鹤卷和哉曾对她说“希望在制作《新世纪福音战士》（相关作品）时，你能回来帮忙”。以此为契机，她在2021年的《福音戰士新劇場版：終》中担任了副导演。此外，在该片的衍生作品《EVANGELION：3.0 (-46h)》中，她还担任了导演一职。此后又在电影《鬼太郎誕生 咯咯咯之謎》中负责角色设计。

## 主要参与作品

### 电视动画
2016年
- 三者三葉（第2集分镜・演出・原画）

2017年
- 龙的牙医（分镜・演出）

2018年
- DARLING in the FRANXX（第7集分镜/演出/原画・OP原画）
- 鬼太郎（原画）

2022年
- 鏈鋸人（第2集分镜・演出）
- 路人超能100 III（第9集分镜）

2025年
- 机动战士Gundam GQuuuuuuX（分镜・演出）

### 动画电影
2013年
- 寫眞館（動画）

2021年
- 福音战士新剧场版：终（副导演・数字作画修正）

2023年
- 鬼太郎誕生 咯咯咯之謎（角色设计・总作画监督・原画）

### OVA
2023年
- EVANGELION:3.0（-46h）（导演） - 《福音戰士新劇場版：終》BD・DVD中收录的特典映像

### 独立制作
2011年
- あの子にまたあった日
- にしきえ一景

2012年
- 竜絵描きのはなし
- WANTED!かぐや姫
- やまのかみさま
- なかなか仲直り

2013年
- ブラウン管AtoZ

2014年
- 木の葉化石の夏

### 其他
2012年
- Cell The Rough Butch制作的音乐视频《归乡》（里帰り）原画

2016年
- 日本動畫人展覽會第7話「until You come to me.」（動画）

## 脚注